# Raymond Augustine Kearny
Raymond Augustine Kearney (ur. 25 września 1902 w Jersey City, zm. 1 października 1956) – amerykański duchowny katolicki, biskup pomocniczy Brooklynu w latach 1934-1956.

## Życiorys
Był jednym z siedmiorga dzieci Josepha Petera i Nory z domu Burke. Kiedy był jeszcze dzieckiem rodzina przeniosła się do Brooklynu. Tam ukończył szkołę parafialną przy parafii Narodzenia Pańskiego, gdzie służył jako ministrant. Do kapłaństwa przygotowywał się w College of the Holy Cross w Worcester, a także w Rzymie w Kolegium Ameryki Płn. W roku 1927 uzyskał doktorat z teologii na Uniwersytecie Urbaniana. Święcenia kapłańskie otrzymał 12 marca 1927 w bazylice laterańskiej. Po powrocie do kraju pracował m.in. jako kanclerz diecezji brooklińskiej (lata 1930-1934). W roku 1929 został doktorem prawa kanonicznego na Katolickim Uniwersytecie Ameryki. Mimo młodego wieku od roku 1933 nosił tytuł prałata.
22 grudnia 1934 papież Pius XI mianował go biskupem pomocniczym Brooklynu ze stolicą tytularną Lisinia. Sakry udzielił mu ówczesny miejscowy ordynariusz abp Thomas Edmund Molloy. W chwili nominacji był najmłodszym katolickim biskupem na świecie i pierwszym urodzonym w XX wieku. W roku 1950 został przewodniczącym komisji episkopatu USA, która nadzorowała pracę Legionu Przyzwoitości. Udzielił sakry biskupiej przyszłemu kardynałowi Johnowi J. Carberry'emu. Zmarł na zawał serca.